# Summer Grand Prix di salto con gli sci 1995
Il Summer Grand Prix di salto con gli sci 1995 è stata la seconda edizione della manifestazione organizzata dalla Federazione Internazionale Sci.
La stagione è iniziata il 19 agosto a Kuopio, in Finlandia, e si è conclusa il 3 settembre a Stams, in Austria. 

## Uomini

### Risultati
| Data        | Località  | Nazione   | Trampolino             | Spec. | Primo              | Secondo            | Terzo            |
| ----------- | --------- | --------- | ---------------------- | ----- | ------------------ | ------------------ | ---------------- |
| 19 agosto   | Kuopio    | Finlandia | Puijo K90              | NH    | Kazuyoshi Funaki   | Andreas Goldberger | Bruno Reuteler   |
| 20 agosto   | Trondheim | Norvegia  | Granåsen K120          | LH    | Zbyněk Krompolc    | Andreas Goldberger | Rico Meinel      |
| 27 agosto   | Predazzo  | Italia    | Trampolino dal Ben K90 | NH    | Andreas Goldberger | Jaroslav Sakala    | Hiroya Saito     |
| 3 settembre | Stams     | Austria   | Brunnentalschanze K105 | NH    | Karl-Heinz Dorner  | Hiroya Saito       | Kazuyoshi Funaki |

Legenda:

LH = trampolino grande

NH = trampolino normale

### Classifiche

#### Generale
| Pos. | Nome               | Nazione   | Punti  |
| ---- | ------------------ | --------- | ------ |
| 1    | Andreas Goldberger | Austria   | 1007.4 |
| 2    | Kazuyoshi Funaki   | Giappone  | 956.1  |
| 3    | Ari-Pekka Nikkola  | Finlandia | 935.6  |
| 4    | Mika Laitinen      | Finlandia | 913.8  |
| 5    | Janne Ahonen       | Finlandia | 888.3  |